# Chrysiptera starcki
Chrysiptera starcki là một loài cá biển thuộc chi Chrysiptera trong họ Cá thia. Loài này được mô tả lần đầu tiên vào năm 1973.

## Từ nguyên
Từ định danh starcki được đặt theo tên của nhà sinh vật biển Walter A. Starck, người đầu tiên phát hiện và chỉ loài này cho tác giả Gerald R. Allen khi đang lặn ở rạn san hô Osprey (biển San Hô), cũng là nơi thu thập mẫu định danh.

## Phạm vi phân bố và môi trường sống
C. starcki được ghi nhận từ quần đảo Ryukyu (Nhật Bản) và đảo Đài Loan trải dài đến Malaysia và Philippines, xa hơn đến Queensland (Úc), bao gồm rạn san hô Great Barrier, cũng như tại các đảo quốc Vanuatu, Nouvelle-Calédonie, Fiji và Tonga.
Loài này sống tập trung ở sườn dốc của rạn viền bờ, xung quanh các mỏm đá ở độ sâu khoảng 20–60 m.

## Mô tả
Chiều dài lớn nhất được ghi nhận ở C. starcki là 10 cm. Thân có màu xanh lam thẫm trừ vùng mõm ngược ra sau lưng là màu vàng, lan rộng đến vây lưng. Vảy cá viền đen sẫm, tạo thành kiểu hình mắt lưới trên cơ thể của loài này, giúp phân biệt với các loài cũng có kiểu hình xanh-vàng như chúng. Vây đuôi màu vàng.
Số gai ở vây lưng: 13; Số tia vây ở vây lưng: 14–15; Số gai ở vây hậu môn: 2; Số tia vây ở vây hậu môn: 15–17; Số tia vây ở vây ngực: 15–17; Số gai ở vây bụng: 1; Số tia vây ở vây bụng: 5; Số lược mang: 21–22; Số vảy đường bên: 15–17.

## Sinh thái học
Thức ăn của C. starcki có thể là tảo và động vật phù du. Chúng sống theo từng nhóm nhỏ hoặc đơn độc. Cá đực có tập tính bảo vệ và chăm sóc trứng; trứng có độ dính và bám chặt vào nền tổ.